# Représentations diplomatiques du Saint-Siège
Représentation actuelle du Saint-Siège
- 2021
- 2022
- 2023
- 2024
- 2025
- 2026
- 2027
- 2028
- 2029

Représentations : près le Saint-Siège, pour le Saint-Siège
- Relations diplomatiques avec nonciature apostolique et le nonce est doyen du corps diplomatique ;
- Relations diplomatiques avec nonciature apostolique mais sans statut privilégié du nonce ;
- Relations diplomatiques sans nonciature apostolique mais avec statut privilégié du nonce ;
- Relations diplomatiques sans nonciature apostolique et sans statut privilégié du nonce.

Types de représentations diplomatiques du Saint-Siège :
Relations diplomatiques avec nonciature apostolique et le nonce est doyen du corps diplomatique ;
Relations diplomatiques avec nonciature apostolique mais sans statut privilégié du nonce ;
Relations diplomatiques sans nonciature apostolique mais avec statut privilégié du nonce ;
Relations diplomatiques sans nonciature apostolique et sans statut privilégié du nonce.
Contact officiels avec le Gouvernement sans relations diplomatiques ;
Représentants pontificaux seulement auprès de la communauté catholique sans relations diplomatiques.

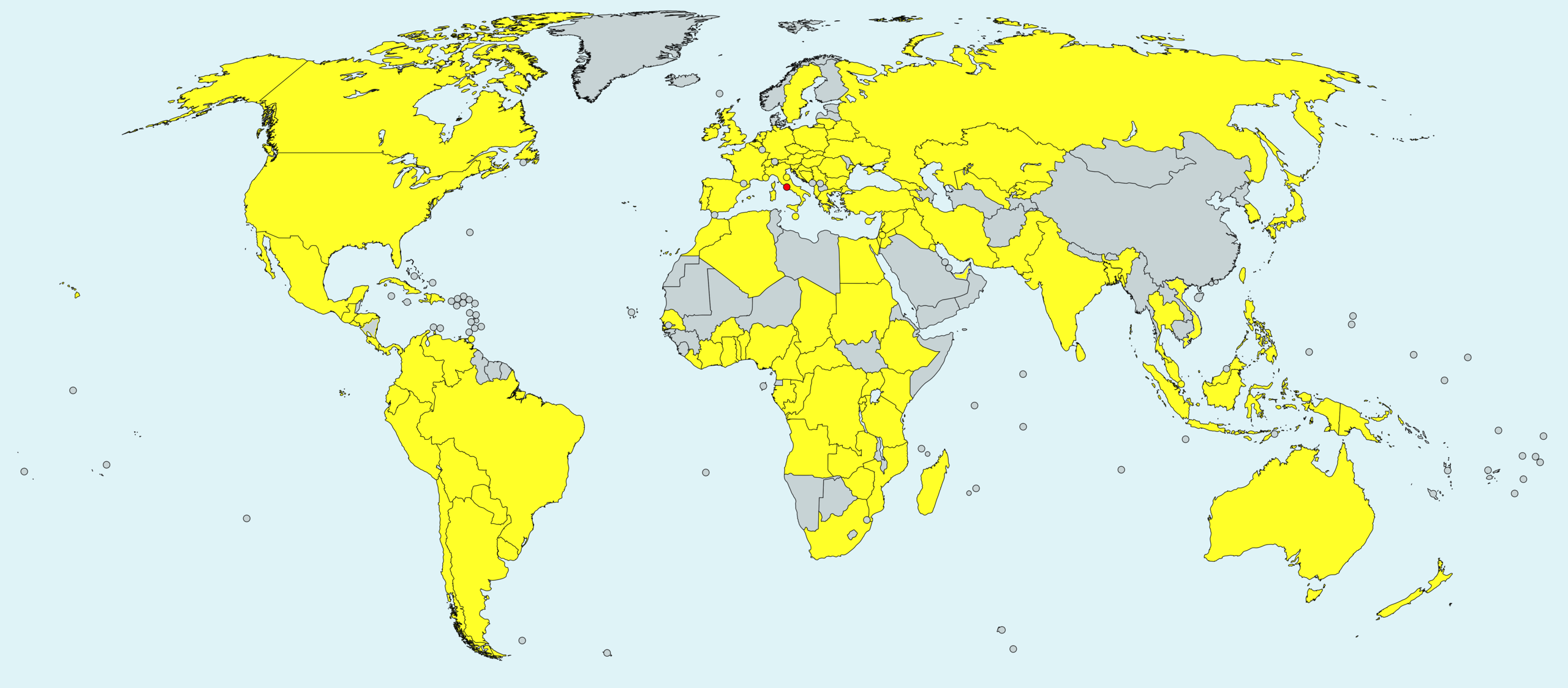
Pays accueillant une représentation diplomatique du Saint-Siège.

Depuis le 8 janvier 2018, le Saint-Siège entretient des relations diplomatiques bilatérales avec 184 États contre 174 en 2005, à la fin du pontificat du pape Jean-Paul II, 84 en 1978, à la fin du pontificat du pape Jean-Paul I, et seulement une vingtaine en 1900. Il n’en entretient toujours pas avec 12 États : Afghanistan, Arabie saoudite, Bhoutan, Brunei, Chine, Comores, Corée du Nord, Laos, Maldives, Somalie, Tuvalu et Viêt Nam. Toutefois, des négociations ont commencé avec le Viêt Nam en vue de l'établissement de relations diplomatiques et des délégués apostoliques sont envoyés aux catholiques de 4 de ces pays : Brunei, Comores, Laos et Somalie. Depuis le 23 février 2023, le Saint-Siège a établi des relations diplomatiques complètes avec Oman.
Début 2018, les ambassadeurs près le Saint-Siège de 89 pays résident de façon permanente à Rome. Les autres ambassadeurs de 78 pays sont des diplomates qui résident dans d’autres capitales européennes car le Saint-Siège n’accepte pas d’ambassadeurs accrédités en même temps près la République italienne.
Début 2013, 99 nonces apostoliques sont en activité dans le monde. Le réseau des nonciatures a été renforcé sous le pontificat du pape Benoît XVI avec l'ouverture de nonciatures au Burkina Faso (2007), au Liberia (2008) et au Timor Oriental (2010).

## Afrique
- Afrique du Sud : Nonciature apostolique à Pretoria (le nonce apostolique est aussi accrédité auprès du Botswana, du Lesotho (en), de la Namibie (en) et du Eswatini (en))
- Algérie : Nonciature apostolique à Alger (le nonce apostolique est aussi accrédité auprès de la Tunisie)
- Angola : Nonciature apostolique (en) à Luanda (le nonce apostolique est aussi accrédité auprès de Sao Tomé-et-Principe (en))
- Bénin : Nonciature apostolique à Cotonou (le nonce apostolique est aussi accrédité auprès du Togo)
- Burkina Faso : Nonciature apostolique (en) à Ouagadougou (le nonce apostolique est aussi accrédité auprès du Niger (en))
- Burundi : Nonciature apostolique à Bujumbura
- Cameroun : Nonciature apostolique à Yaoundé (le nonce apostolique est aussi accrédité auprès de la Guinée équatoriale (en))
- Côte d'Ivoire : Nonciature apostolique à Abidjan
- Égypte : Nonciature apostolique au Caire
- Éthiopie : Nonciature apostolique (en) à Addis Ababa (le nonce apostolique est aussi accrédité auprès de Djibouti et il est délégué apostolique pour la Somalie (en))
- Gabon : Nonciature apostolique (en) à Libreville
- Gambie : Nonciature apostolique à Monrovia
- Ghana : Nonciature apostolique (en) à Accra
- Guinée : Nonciature apostolique (en) à Conakry (le nonce apostolique est aussi accrédité auprès du Mali)
- Kenya : Nonciature apostolique (en) à Nairobi  (le nonce apostolique est aussi accrédité auprès du  Soudan du Sud)
- Liberia : Nonciature apostolique (en) à Monrovia (le nonce apostolique est aussi accrédité auprès de la Gambie et du Sierra Leone)
- Libye : Nonciature apostolique à Rabat
- Madagascar :Nonciature apostolique (en) à Antananarivo (le nonce apostolique est aussi accrédité auprès de Maurice (en) et des Seychelles (en) et il est délégué apostolique pour les Comores (en))
- Mali : Nonciature apostolique (en) à Conakry
- Maroc : Nonciature apostolique (en) à Rabat
- Mozambique : Nonciature apostolique (en) à Maputo
- Niger : Nonciature apostolique (en) à Ouagadougou
- Nigeria : Nonciature apostolique (en) à Abuja
- Ouganda : Nonciature apostolique (en) à Kampala
- République centrafricaine : Nonciature apostolique à Bangui (le nonce apostolique est aussi accrédité auprès du Tchad (en))
- République du Congo : Nonciature apostolique à Brazzaville
- République démocratique du Congo : Nonciature apostolique (en) à Kinshasa
- Rwanda : Nonciature apostolique à Kigali
- Sénégal : Nonciature apostolique à Dakar (le nonce apostolique est aussi accrédité auprès du Cap-Vert, de la Guinée-Bissau (en) et de la Mauritanie (en))
- Sierra Leone : Nonciature apostolique (en) à Monrovia
- Soudan : Nonciature apostolique (en) à Khartoum (le nonce apostolique est aussi accrédité auprès de l'Érythrée (en))
- Soudan du Sud: Nonciature apostolique (en) à Djouba
- Tanzanie : Nonciature apostolique (en) à Dar Es Salam
- Tchad : Nonciature apostolique (en) à Bangui
- Togo : Nonciature apostolique à Cotonou
- Tunisie : Nonciature apostolique à Alger
- Zambie : Nonciature apostolique à Lusaka (le nonce apostolique est aussi accrédité auprès du Malawi (en))
- Zimbabwe : Nonciature apostolique (en) à Harare

## Amérique
- Argentine : Nonciature apostolique (en) à Buenos Aires
- Bolivie : Nonciature apostolique (en) à La Paz
- Brésil : Nonciature apostolique (en) à Brasília
- Canada : Nonciature apostolique à Ottawa
- Chili : Nonciature apostolique (en) à Santiago
- Colombie : Nonciature apostolique (en) à Bogota
- Costa Rica : Nonciature apostolique (en) à San José
- Cuba : Nonciature apostolique (en) à La Havane
- Équateur : Nonciature apostolique (en) à Quito
- États-Unis : Nonciature apostolique à Washington
- Guatemala : Nonciature apostolique (en) à Guatemala ville
- Haïti : Nonciature apostolique à Port-au-Prince
- Honduras : Nonciature apostolique (en) à Tegucigalpa
- Mexique : Nonciature apostolique (en) à Mexico
- Nicaragua : Nonciature apostolique (en) à Managua
- Panama : Nonciature apostolique (en) à Panamá ville
- Paraguay : Nonciature apostolique (en) à Asuncion
- Pérou : Nonciature apostolique (en) à Lima
- République dominicaine : Nonciature apostolique (en) à Saint Domingue (le nonce apostolique est aussi accrédité auprès de Porto Rico (en))
- Salvador : Nonciature apostolique à San Salvador (le nonce apostolique est aussi accrédité auprès du Belize (en))
- Trinité-et-Tobago : Nonciature apostolique (en) à Port-d'Espagne (le nonce apostolique est aussi accrédité auprès d'Antigua-et-Barbuda (en), des Bahamas (en), de la Barbade (en), de la Dominique (en), de la Grenade (en), du Guyana (en), de la Jamaïque (en), de Saint-Christophe-et-Niévès (en), de Sainte-Lucie (en), de Saint-Vincent-et-les-Grenadines (en) et du Suriname (en))
- Uruguay : Nonciature apostolique (en) à Montevideo
- Venezuela : Nonciature apostolique (en) à Caracas

## Asie
- Arménie : Nonciature apostolique (en) à Erevan
- Azerbaïdjan : Nonciature apostolique (en) à Ankara
- Bangladesh : Nonciature apostolique (en) à Dacca
- Birmanie : Nonciature apostolique (en) à Naypyidaw
- Corée du Sud : Nonciature apostolique (en) à Séoul (le nonce apostolique est aussi accrédité auprès de la Mongolie (en))
- Émirats arabes unis : Nonciature apostolique (en) à Abou Dabi
- Géorgie : Nonciature apostolique (en) à Tbilissi (le nonce apostolique est aussi accrédité auprès de l'Arménie (en))
- Inde : Nonciature apostolique (en) à New Delhi (le nonce apostolique est aussi accrédité auprès du Népal (en))
- Indonésie : Nonciature apostolique (en) à Jakarta
- Irak : Nonciature apostolique (en) à Bagdad
- Iran : Nonciature apostolique (en) à Téhéran
- Israël : Nonciature apostolique (en) à Tel Aviv-Jaffa (le nonce apostolique est aussi accrédité auprès de Chypre (en) et il est délégué apostolique pour Jérusalem et la Palestine)
- Japon : Nonciature apostolique (en) à Tokyo
- Jordanie : Nonciature apostolique (en) à Amman
- Kazakhstan : Nonciature apostolique (en) à Noursoultan (le nonce apostolique est aussi accrédité auprès du Kirghizistan (en) et  du Tadjikistan (en))
- Koweït : Nonciature apostolique (en) à Koweit City (le nonce apostolique est aussi accrédité auprès de Bahreïn (en), du Qatar (en) et du Yémen (en) et il est délégué apostolique pour la Péninsule Arabique)
- Liban : Nonciature apostolique (en) à Jounieh
- Malaisie : Nonciature apostolique (en) à Kuala Lumpur (le nonce apostolique est aussi accrédité auprès de  et du Timor oriental (en), il est délégué apostolique pour Brunei (en))
- Oman : Nonciature apostolique (en) au Caire
- Ouzbékistan : Nonciature apostolique (en) à Tachkent
- Pakistan : Nonciature apostolique (en) à Islamabad
- Philippines : Nonciature apostolique (en) à Manille
- Singapour: Nonciature apostolique (en) à Singapour City
- Sri Lanka : Nonciature apostolique (en) à Colombo
- Syrie : Nonciature apostolique (en) à Damas
- Taïwan : Nonciature apostolique (en) à Taipei
- Thaïlande : Nonciature apostolique (en) à Bangkok (le nonce apostolique est aussi accrédité auprès du Cambodge (en) et du Birmanie (en) il est délégué apostolique pour le Laos (en)
- Turquie : Nonciature apostolique (en) à Ankara (le nonce apostolique est aussi accrédité auprès du Turkménistan (en) et de l'Azerbaïdjan (en))
- Vietnam : Représentant papal (en) à Hanoï

## Europe
- Albanie : Nonciature apostolique (en) à Tirana
- Allemagne : Nonciature apostolique à Berlin
- Autriche : Nonciature apostolique (en) à Vienne
- Belgique : Nonciature apostolique (en) à Bruxelles (le nonce apostolique est aussi accrédité auprès du grand-duché du Luxembourg (en))
- Biélorussie : Nonciature apostolique (en) à Minsk
- Bosnie-Herzégovine : Nonciature apostolique (en) à Sarajevo (le nonce apostolique est aussi accrédité auprès de la république du Monténégro)
- Bulgarie : Nonciature apostolique (en) à Sofia (le nonce apostolique est aussi accrédité auprès de la république de Macédoine du Nord (en))
- Croatie : Nonciature apostolique (en) à Zagreb
- Chypre : Nonciature apostolique (en) à Amman
- Espagne : Nonciature apostolique à Madrid (le nonce apostolique est aussi accrédité auprès de la Principauté d'Andorre (en))
- France : Nonciature apostolique à Paris
- Grèce : Nonciature apostolique (en) à Athènes
- Hongrie : Nonciature apostolique à Budapest
- Irlande : Nonciature apostolique (en) à Dublin
- Italie : Nonciature apostolique (en) à Rome (le nonce apostolique est aussi accrédité auprès de la république de Saint-Marin (en))
- Lituanie : Nonciature apostolique (en) à Vilnius (le nonce apostolique est aussi accrédité auprès de la république de Lettonie (en) et de la république d'Estonie (en))
- Malte : Nonciature apostolique à Rabat (le nonce apostolique est aussi accrédité auprès de la Libye)
- Monaco : Nonciature apostolique (en) à Bruxelles
- Pays-Bas : Nonciature apostolique (en) à La Haye
- Pologne : Nonciature apostolique à Varsovie
- Portugal : Nonciature apostolique (en) à Lisbonne
- Roumanie : Nonciature apostolique à Bucarest (le nonce apostolique est aussi accrédité auprès de la république de Moldavie (en))
- Royaume-Uni : Nonciature apostolique à Londres
- Russie : Nonciature apostolique à Moscou (le nonce apostolique est aussi accrédité auprès de la république d'Ouzbékistan (en))
- Serbie : Nonciature apostolique à Belgrade
- Slovaquie : Nonciature apostolique (en) à Bratislava
- Slovénie : Nonciature apostolique à Ljubljana (le nonce apostolique est aussi délégué apostolique au Kosovo (en))
- Suède : Nonciature apostolique (en) à Stockholm (le nonce apostolique est aussi accrédité auprès des royaumes du Danemark et de Norvège et des républiques d'Islande et de Finlande)
- Suisse : Nonciature apostolique à Berne (le nonce apostolique est aussi accrédité auprès du Liechtenstein (en))
- Tchéquie : Nonciature apostolique à Prague
- Ukraine : Nonciature apostolique (en) à Kiev

## Océanie
- Australie : Nonciature apostolique (en) à Canberra
- Nouvelle-Zélande : Nonciature apostolique (en) à Wellington (le nonce apostolique est aussi accrédité auprès des Îles Cook (en), des Fidji (en), des Kiribati (en), des Îles Marshall (en),  des États fédérés de Micronésie (en), de Nauru (en), des Palaos (en), des Samoa (en), de Tonga (en), de Vanuatu (en);  il est également délégué apostolique pour l'Océan Pacifique)
- Papouasie-Nouvelle-Guinée : Nonciature apostolique (en) à Port Moresby (le nonce apostolique est aussi accrédité auprès des Îles Salomon (en))
- Îles Salomon : Nonciature apostolique (en) à Port Moresby

## Organisations internationales
- Agence internationale de l'énergie atomique (AEIA) (Vienne) - Représentant permanent
- Association des nations de l'Asie du Sud-Est (ASEAN) (Jakarta) - Nonce apostolique
- Comité international de médecine militaire (CIMM) (Bruxelles) - Délégué
- Conseil de l'Europe (CE) (Strasbourg) - Observateur permanent
- Organisation des Nations unies pour l'alimentation et l'agriculture (FAO) (Rome) - Observateur permanent
- Ligue arabe (Le Caire) - Observateur permanent
- Institut international pour l'unification du droit privé (UNIDROIT) (Rome) - Délégué
- Organisation des États américains (OEA) (Washington) - Observateur permanent
- Organisation mondiale du commerce (OMC) (Genève) - Observateur permanent
- Organisation mondiale du tourisme (OMT) (Madrid) - Observateur permanent
- Organisation des Nations unies (ONU) (New York) - Observateur permanent : Observateur permanent du Saint-Siège aux Nations unies
- Office des Nations unies à Genève (ONUG) (Genève) - Observateur permanent
- Office des Nations unies à Vienne (ONUV) (Vienne) - Observateur permanent
- Organisation des Nations unies pour le développement industriel (ONUDI) (Vienne) - Observateur permanent
- Organisation pour la sécurité et la coopération en Europe (OSCE) (Vienne) - Représentant permanent
- Union africaine (UA) (Addis-Abeba) - Représentant spécial
- Union européenne (UE) (Bruxelles) - Nonce apostolique
- Organisation des Nations unies pour l'éducation, la science et la culture (UNESCO) (Paris) - Observateur permanent
- Programme des Nations unies pour les établissements humains (UN-HABITAT) (Nairobi) - Observateur permanent

## Galerie

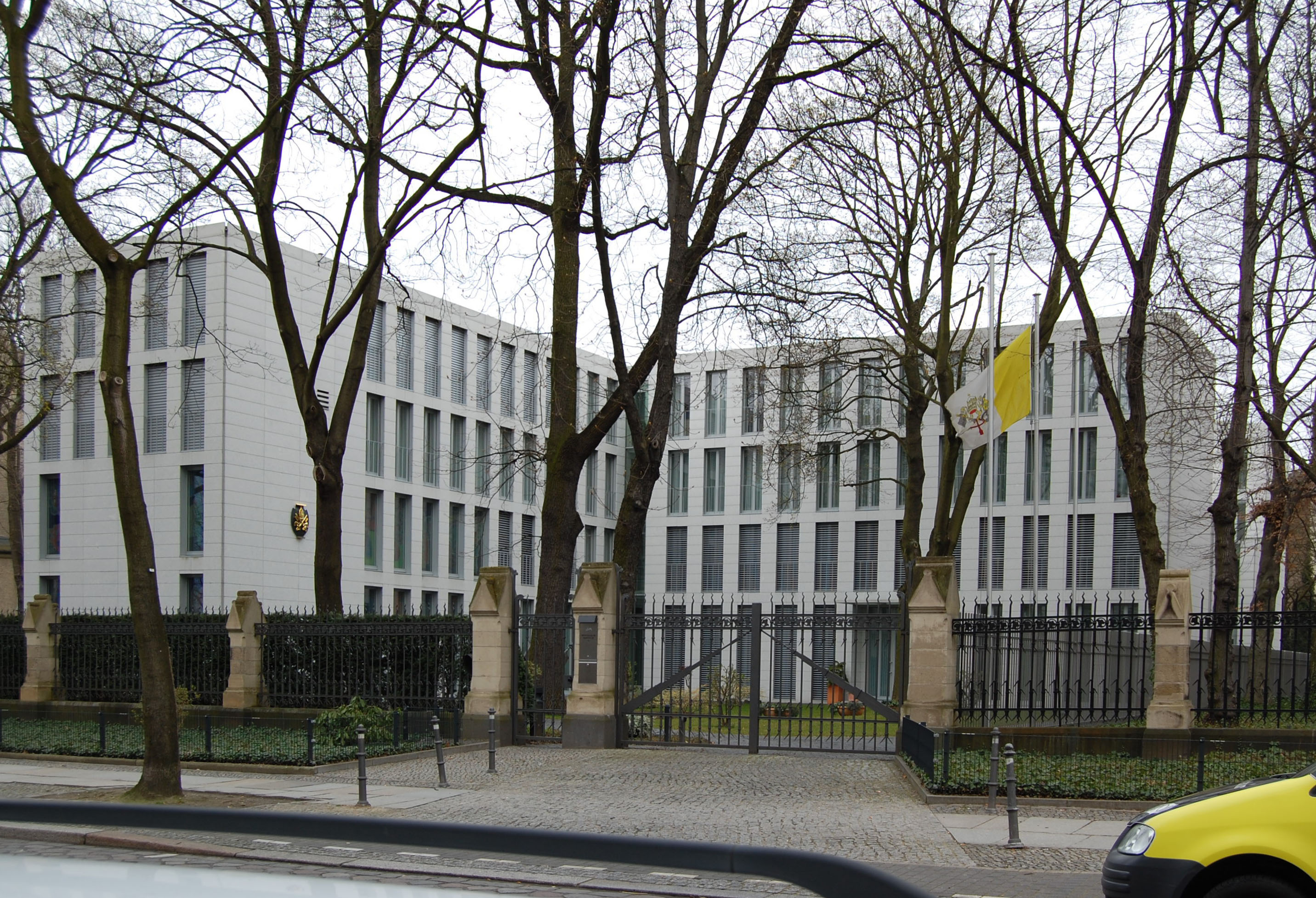
Nonciature apostolique à Berlin.
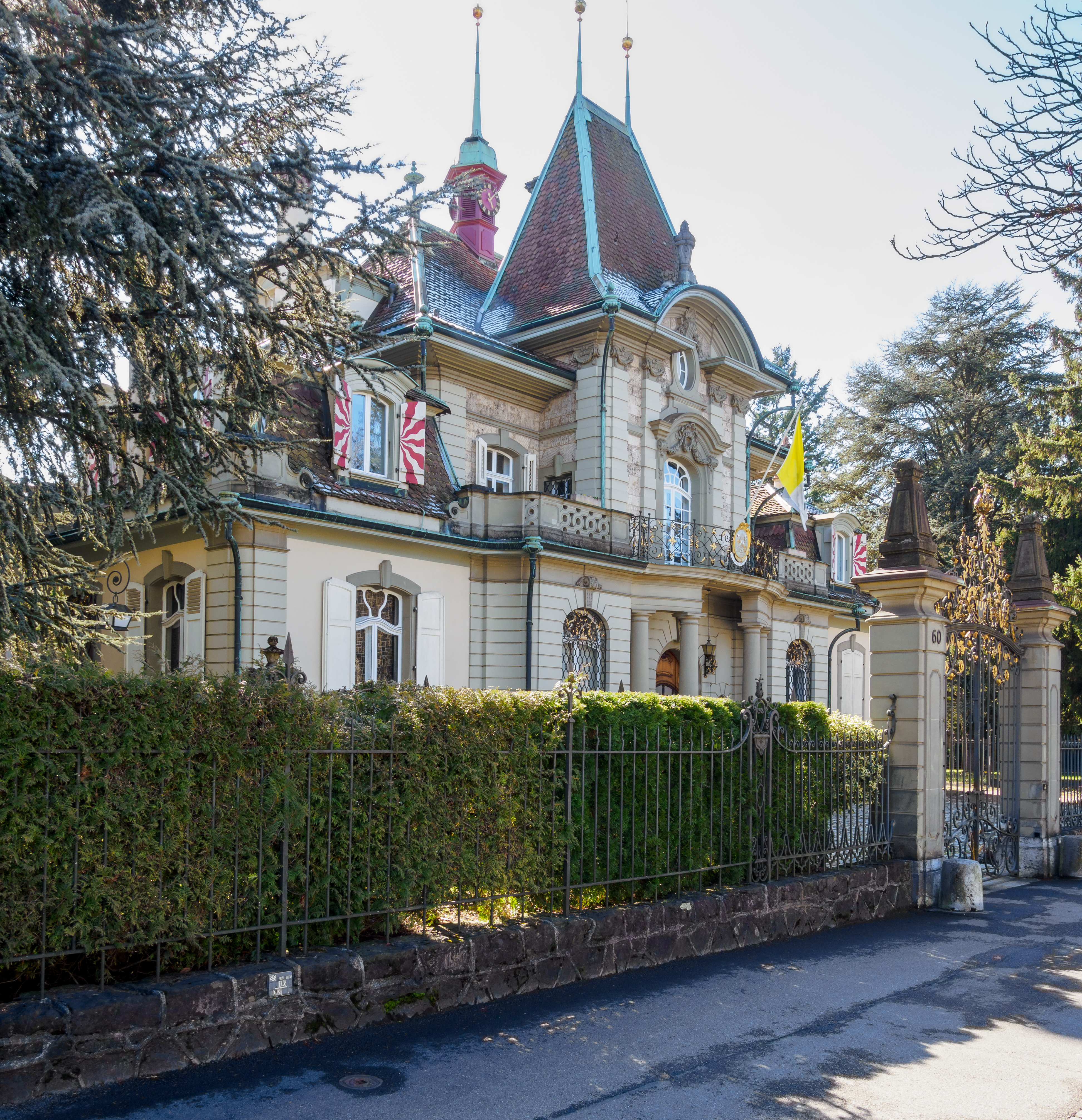
Nonciature apostolique à Berne.
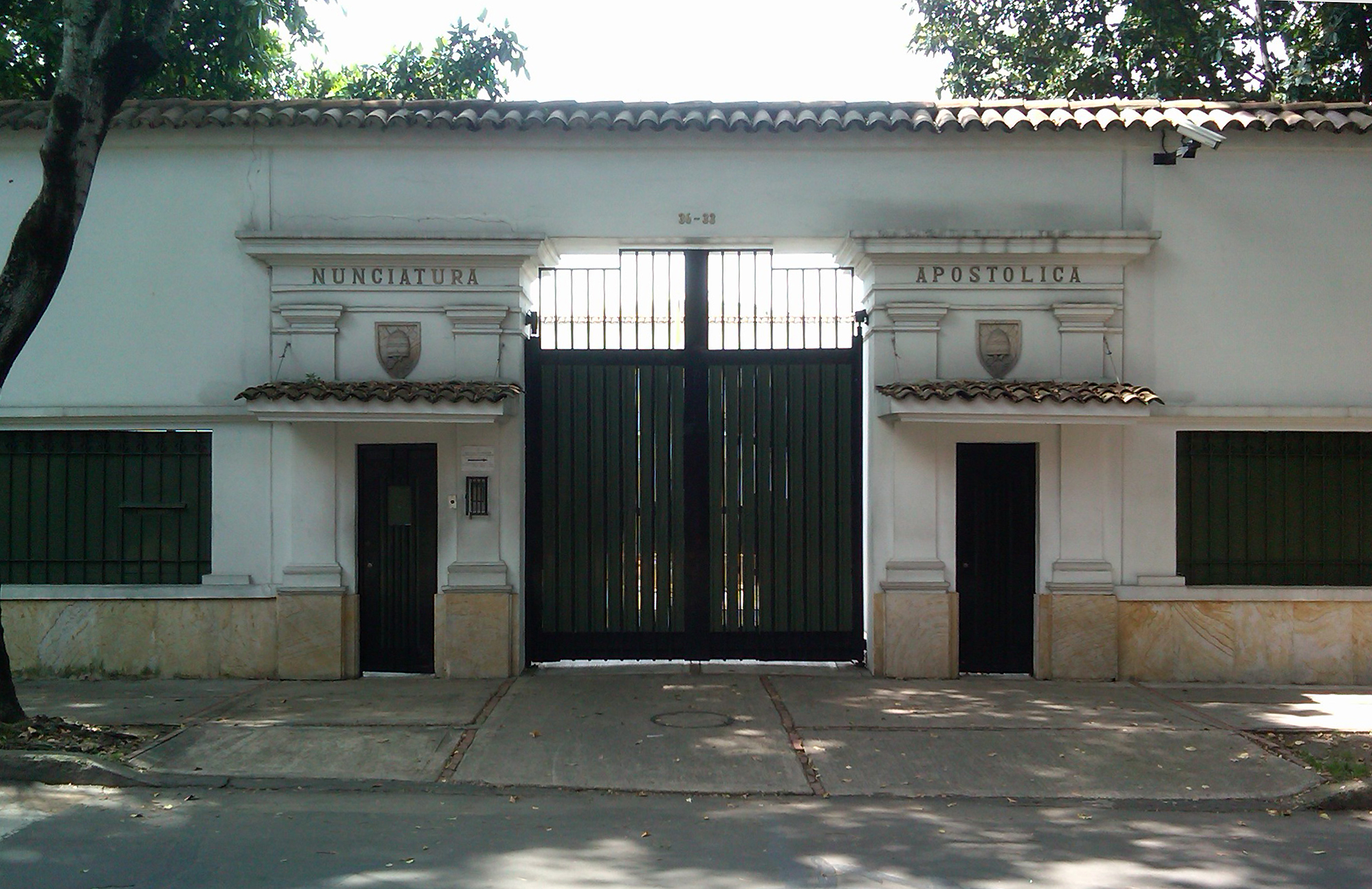
Nonciature apostolique à Bogota.
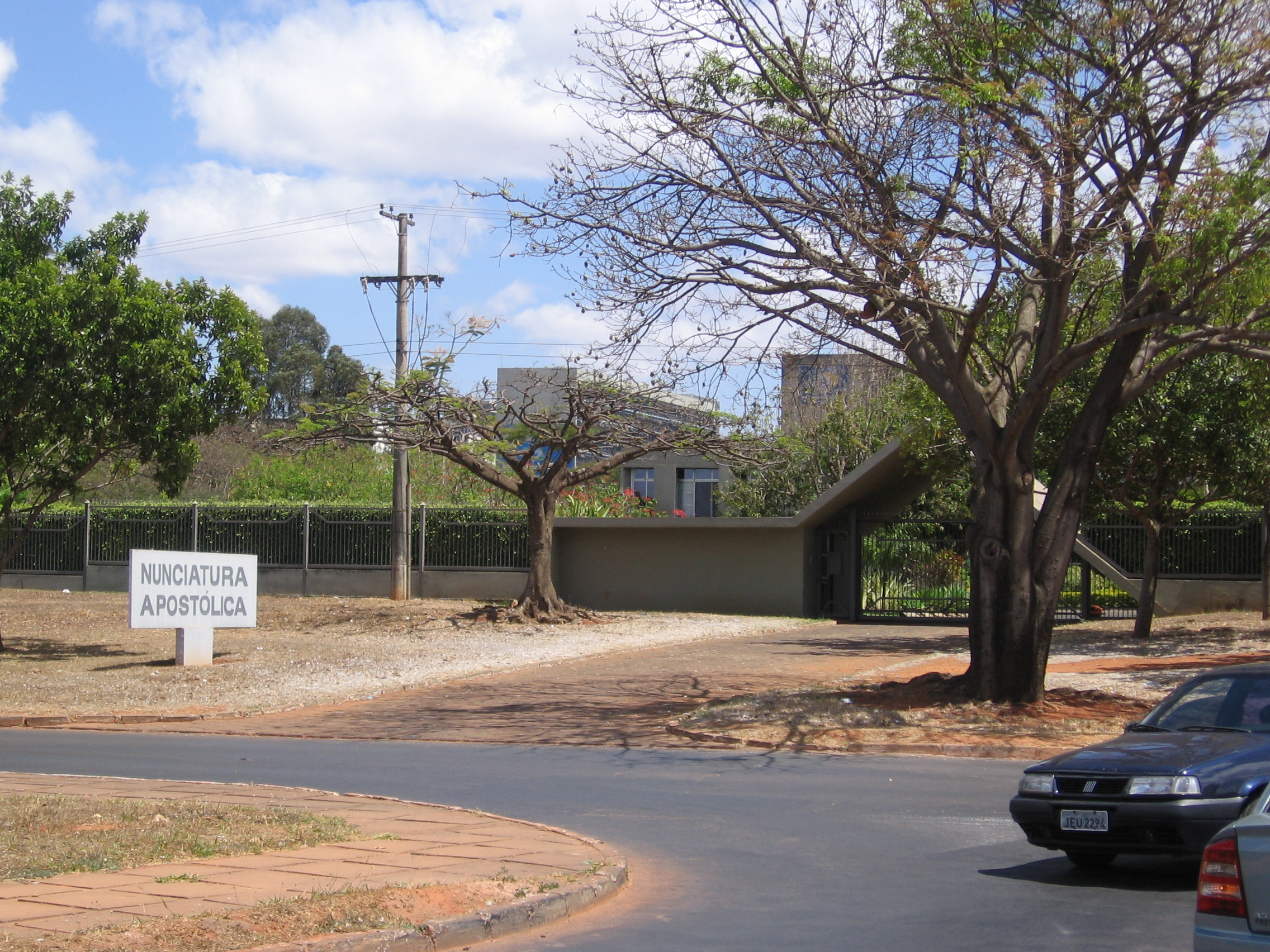
Nonciature apostolique à Brasilia.
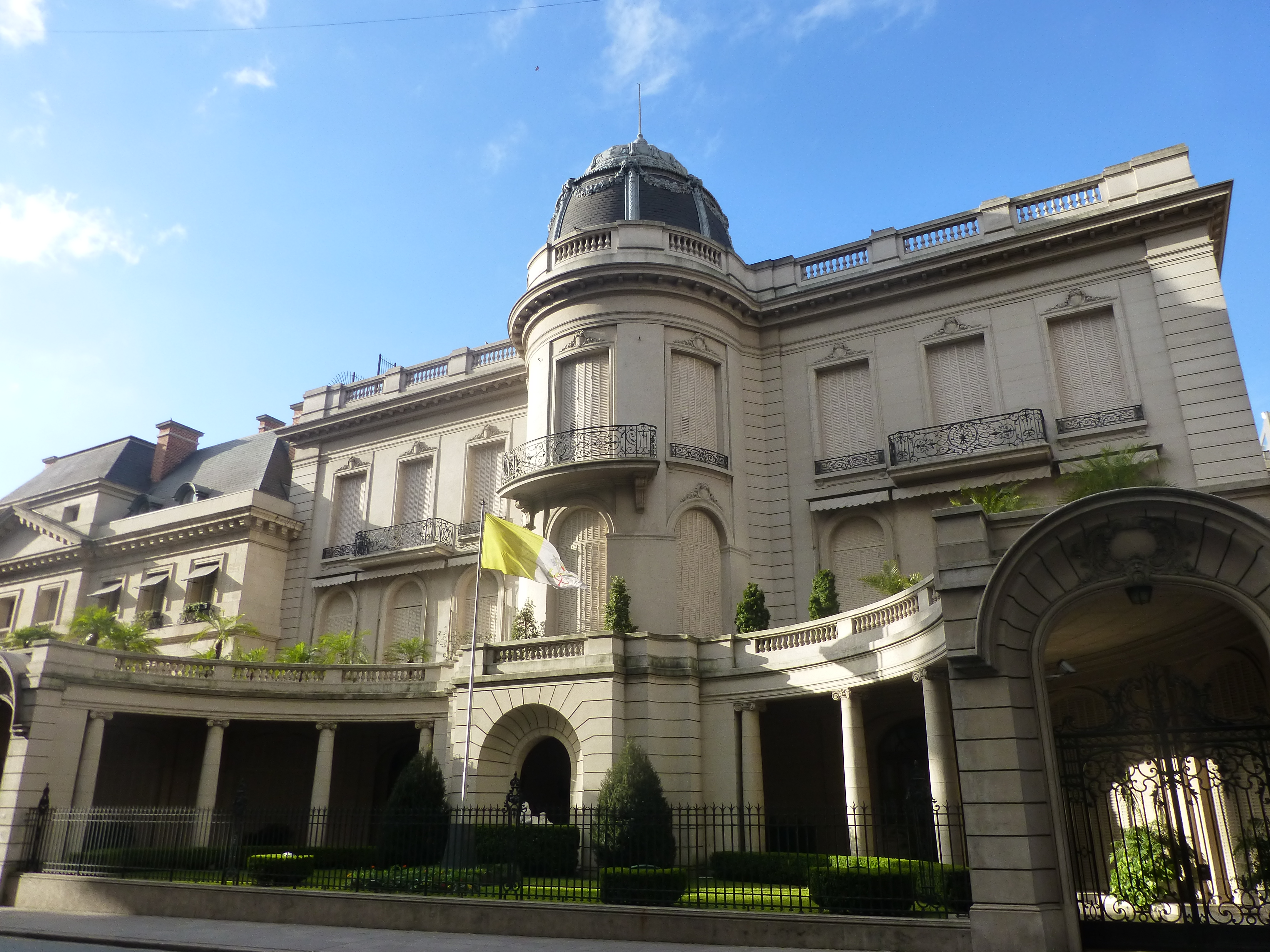
Nonciature apostolique à Buenos Aires.
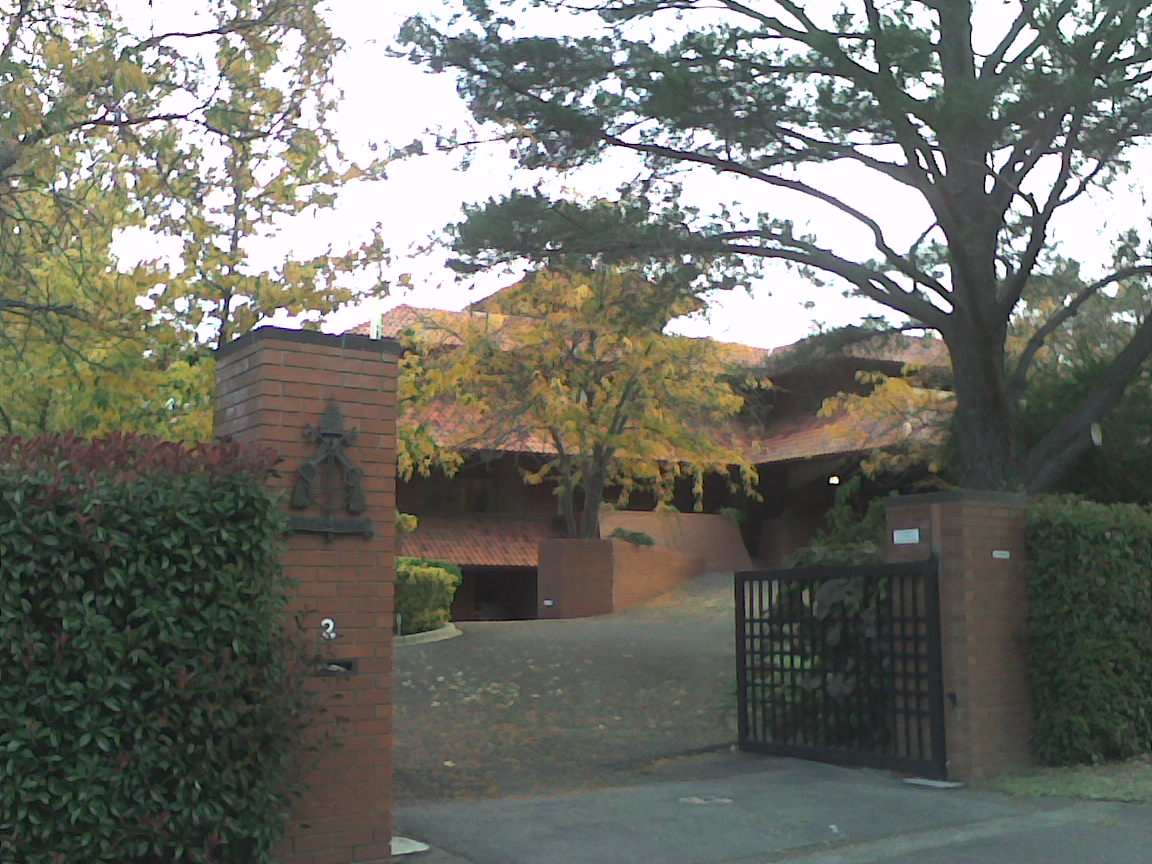
Nonciature apostolique à Canberra.
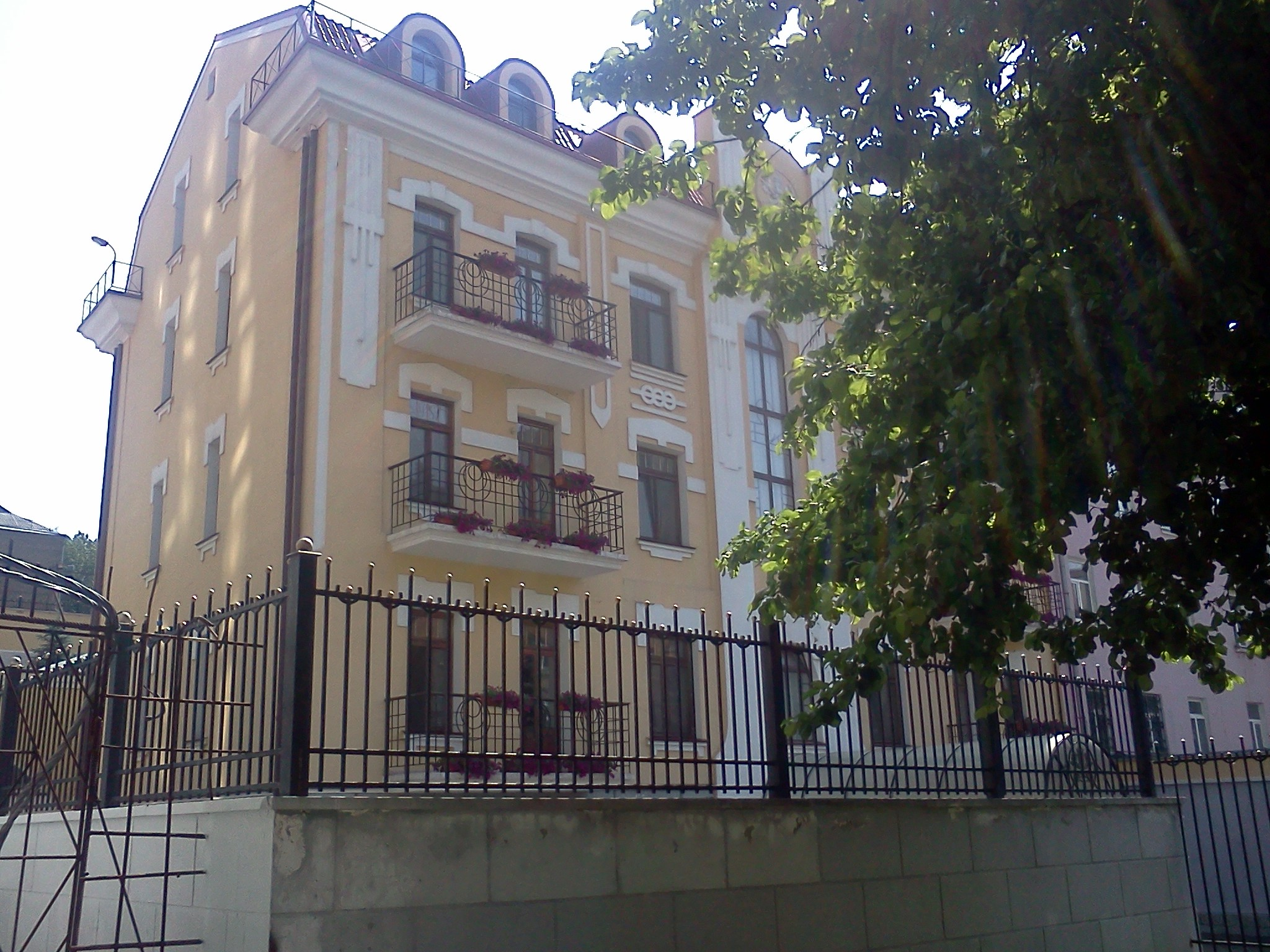
Nonciature apostolique à Kiev.
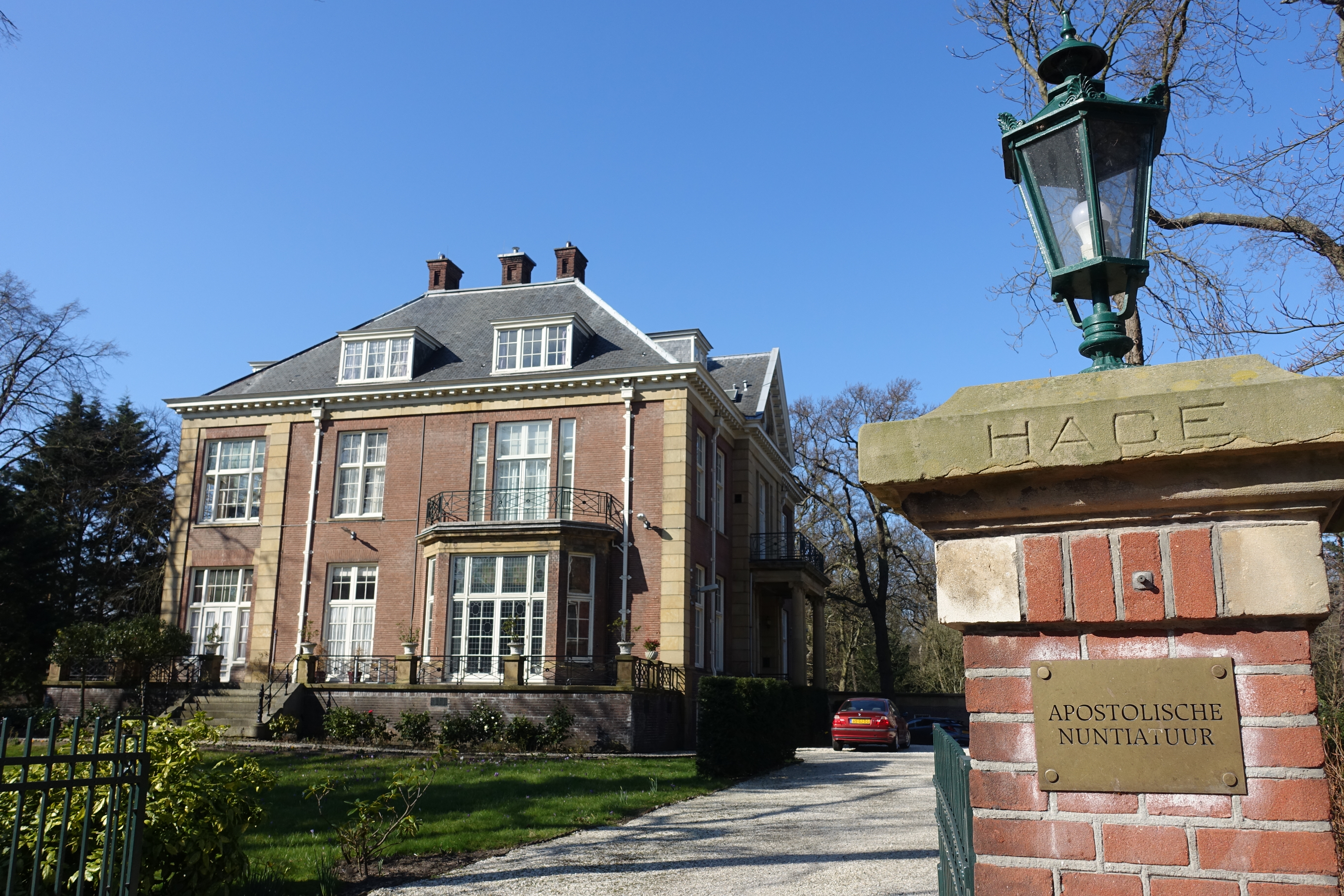
Nonciature apostolique à La Haye.
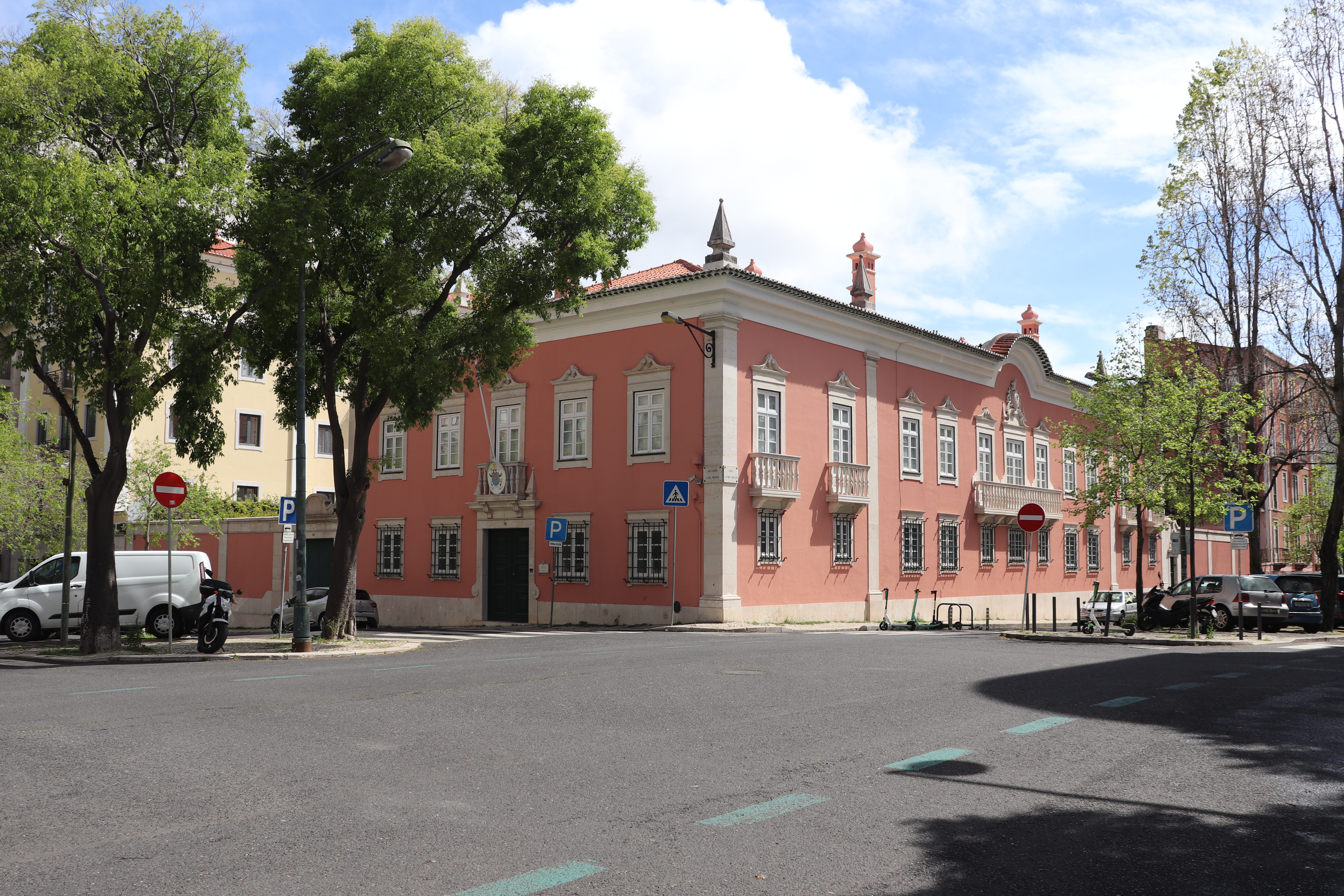
Nonciature apostolique à Lisbonne.
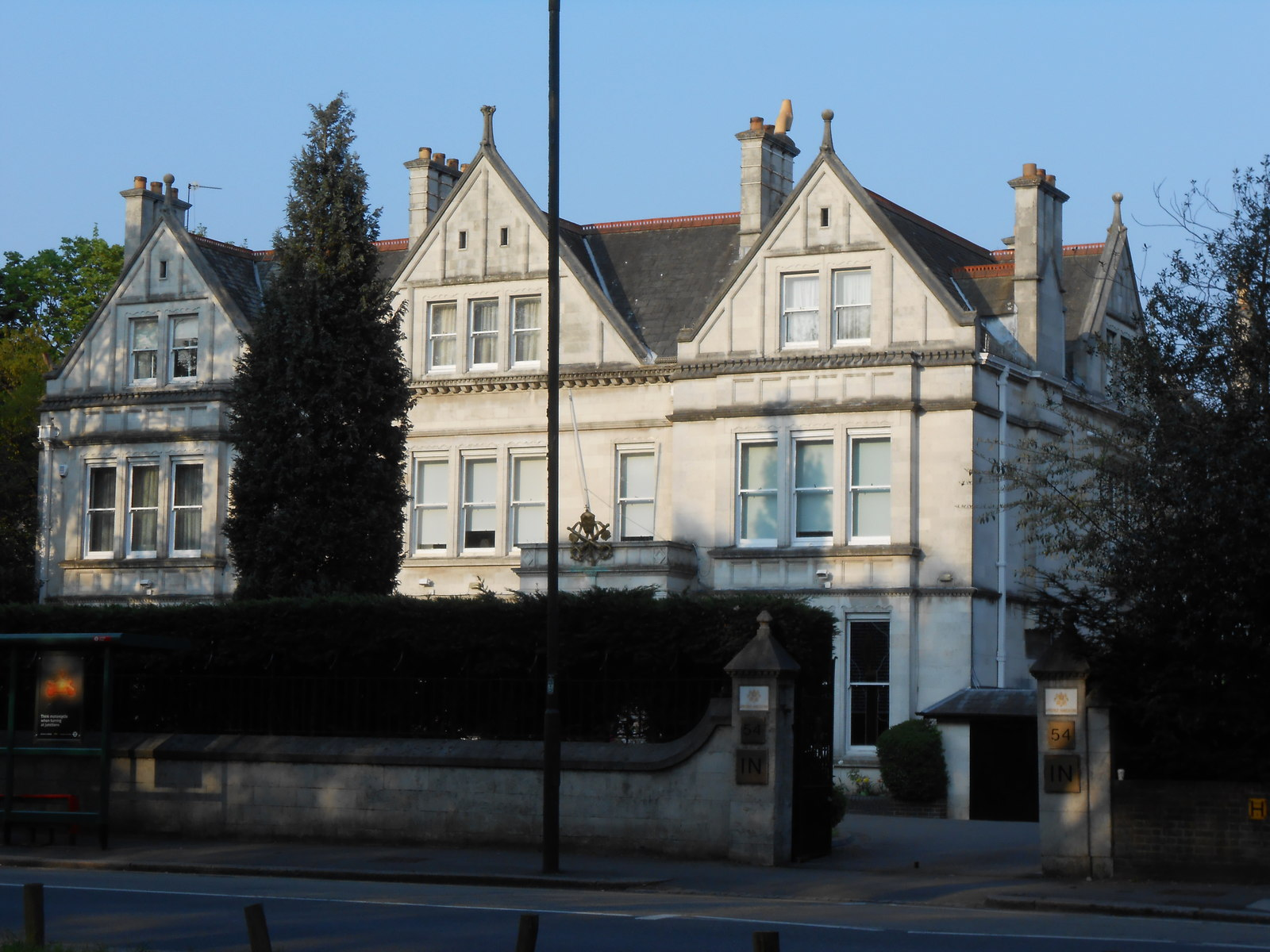
Nonciature apostolique à Londres.
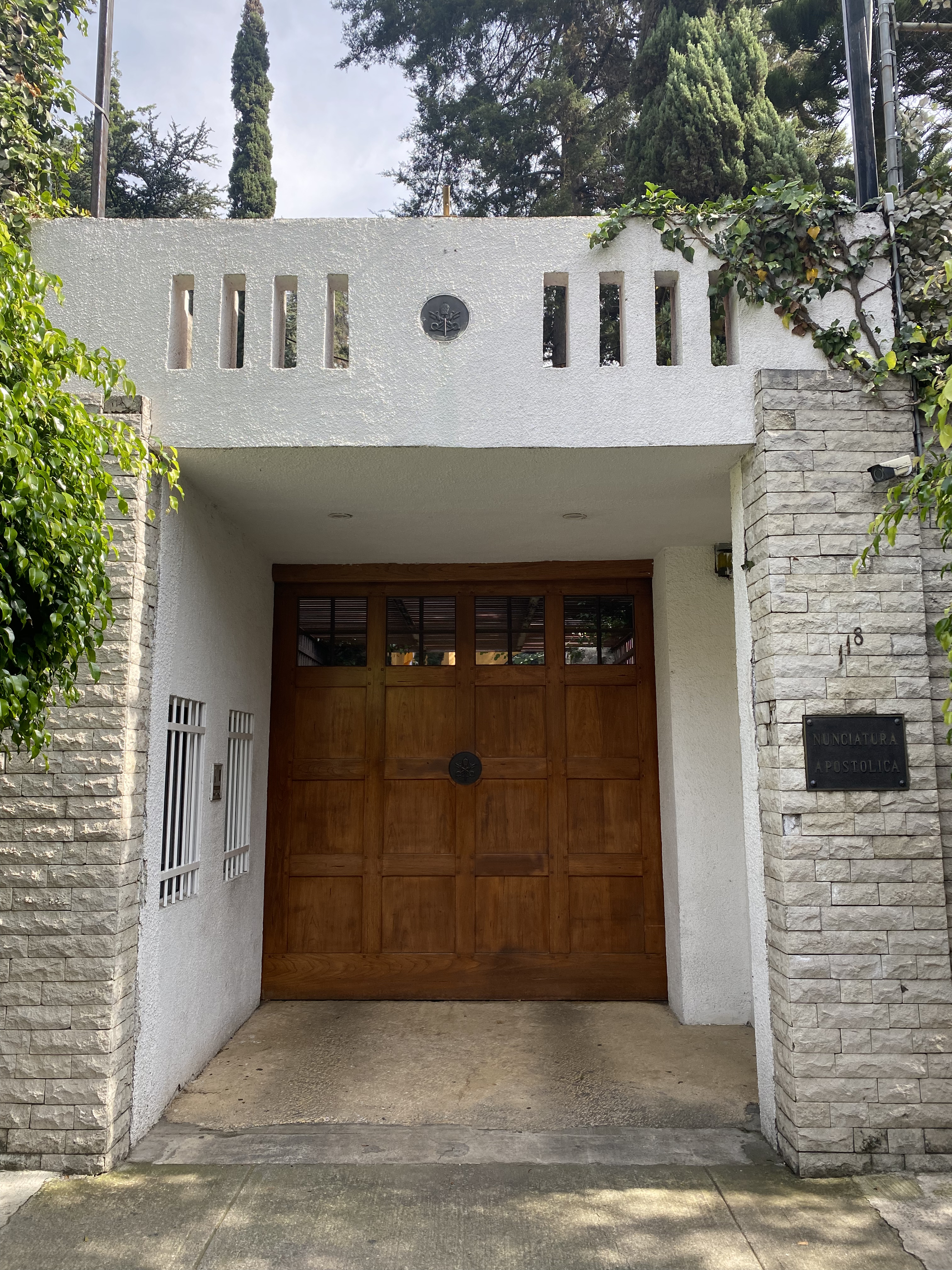
Nonciature apostolique à Mexico.
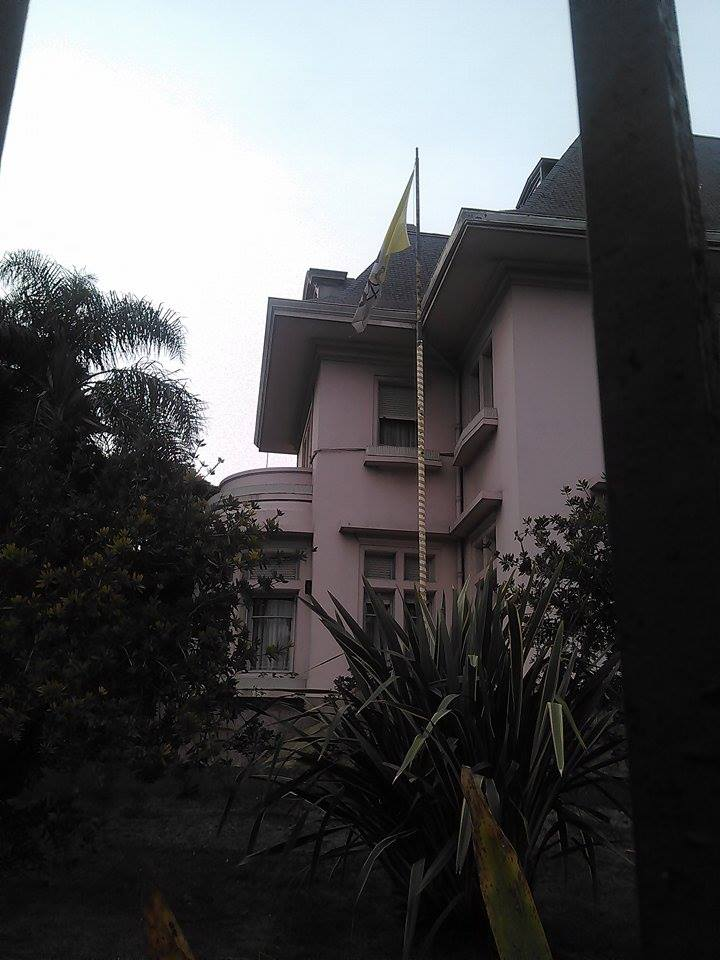
Nonciature apostolique à Montevideo.
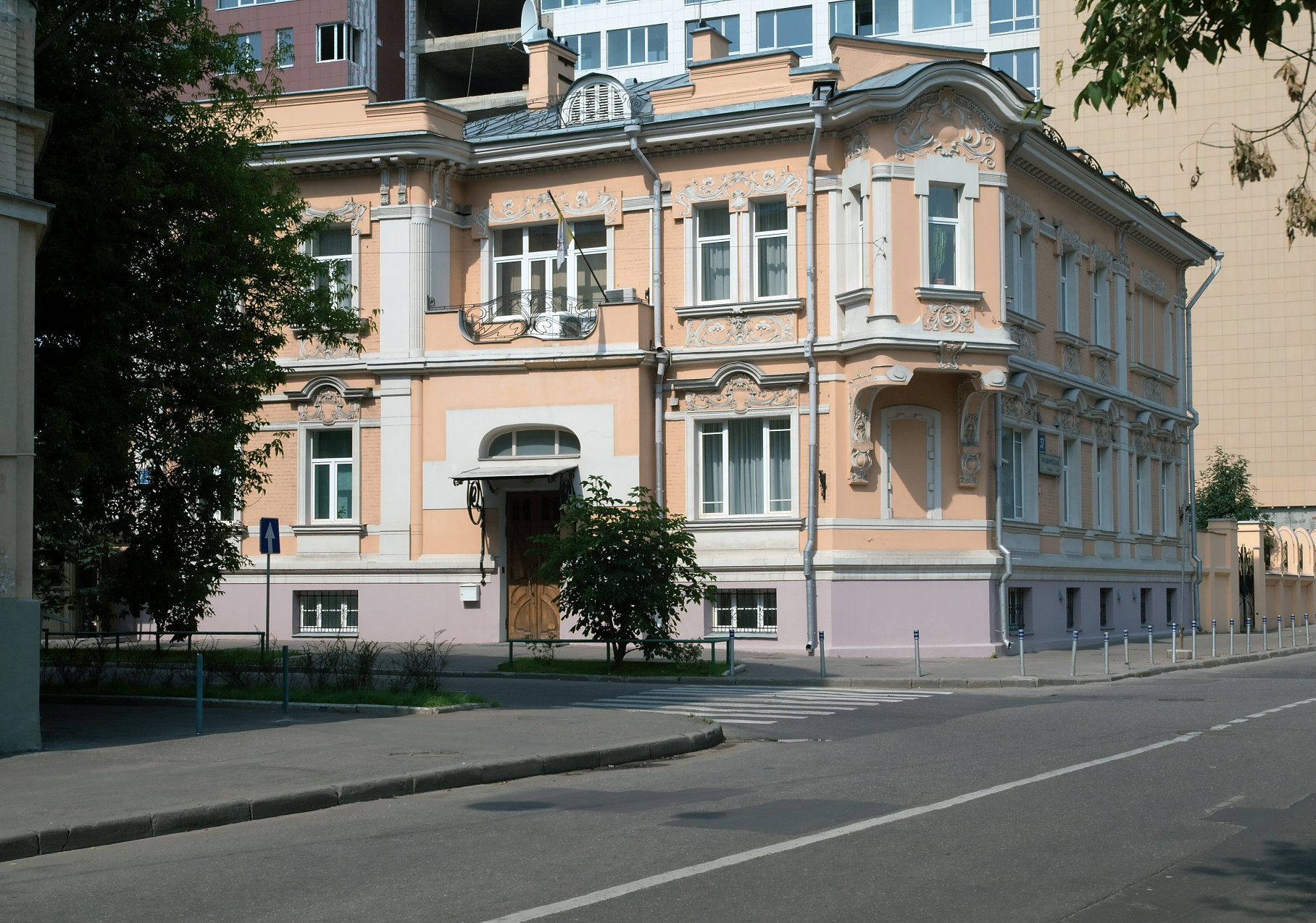
Nonciature apostolique à Moscou.
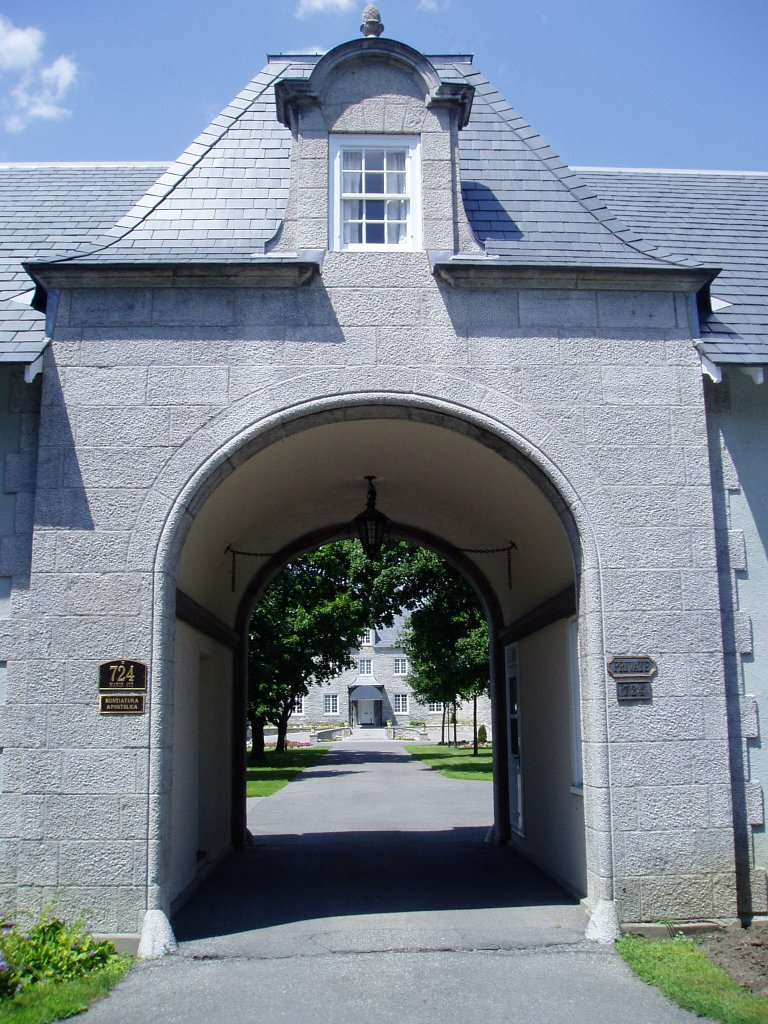
Nonciature apostolique à Ottawa.
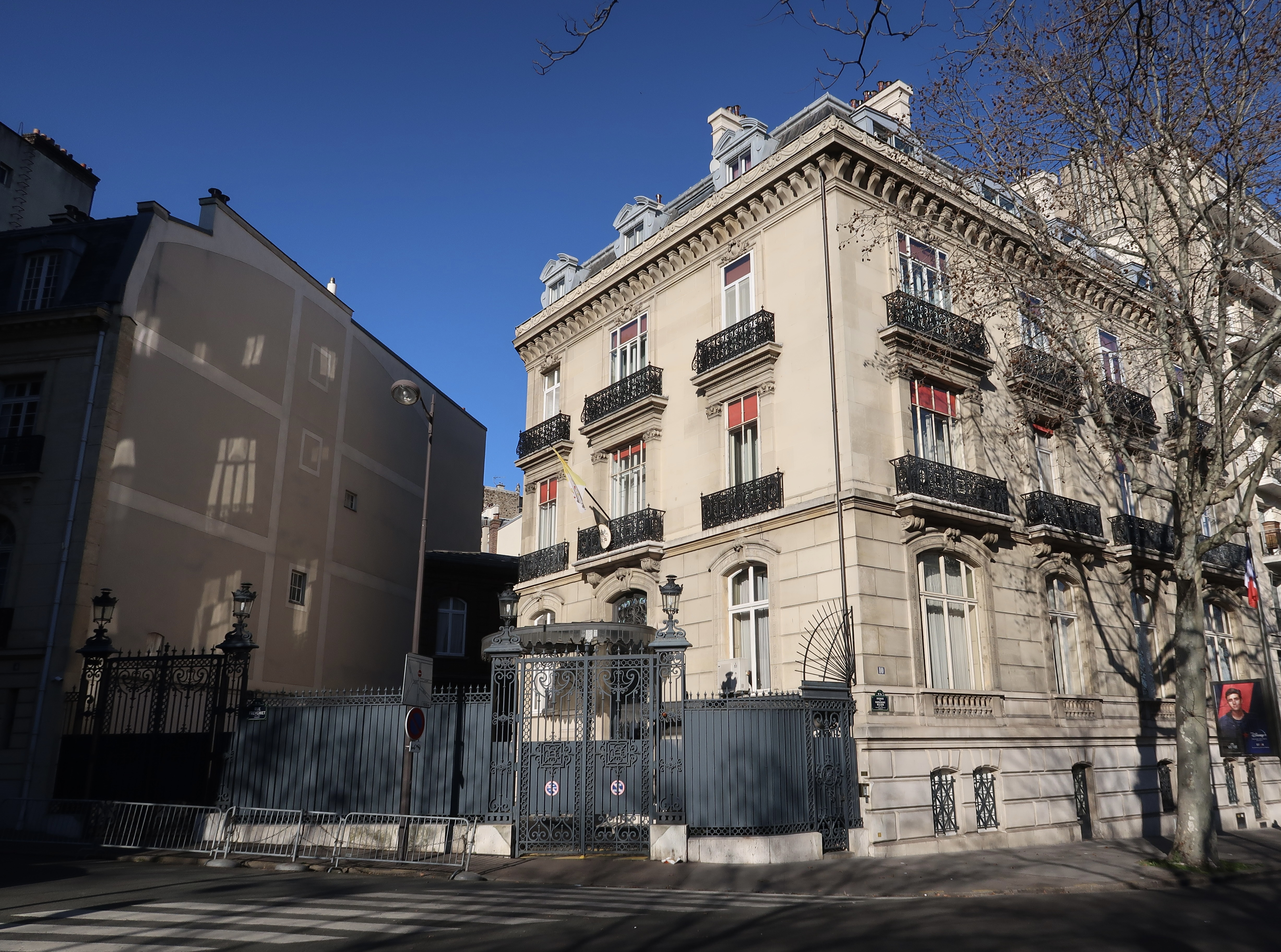
Nonciature apostolique à Paris.
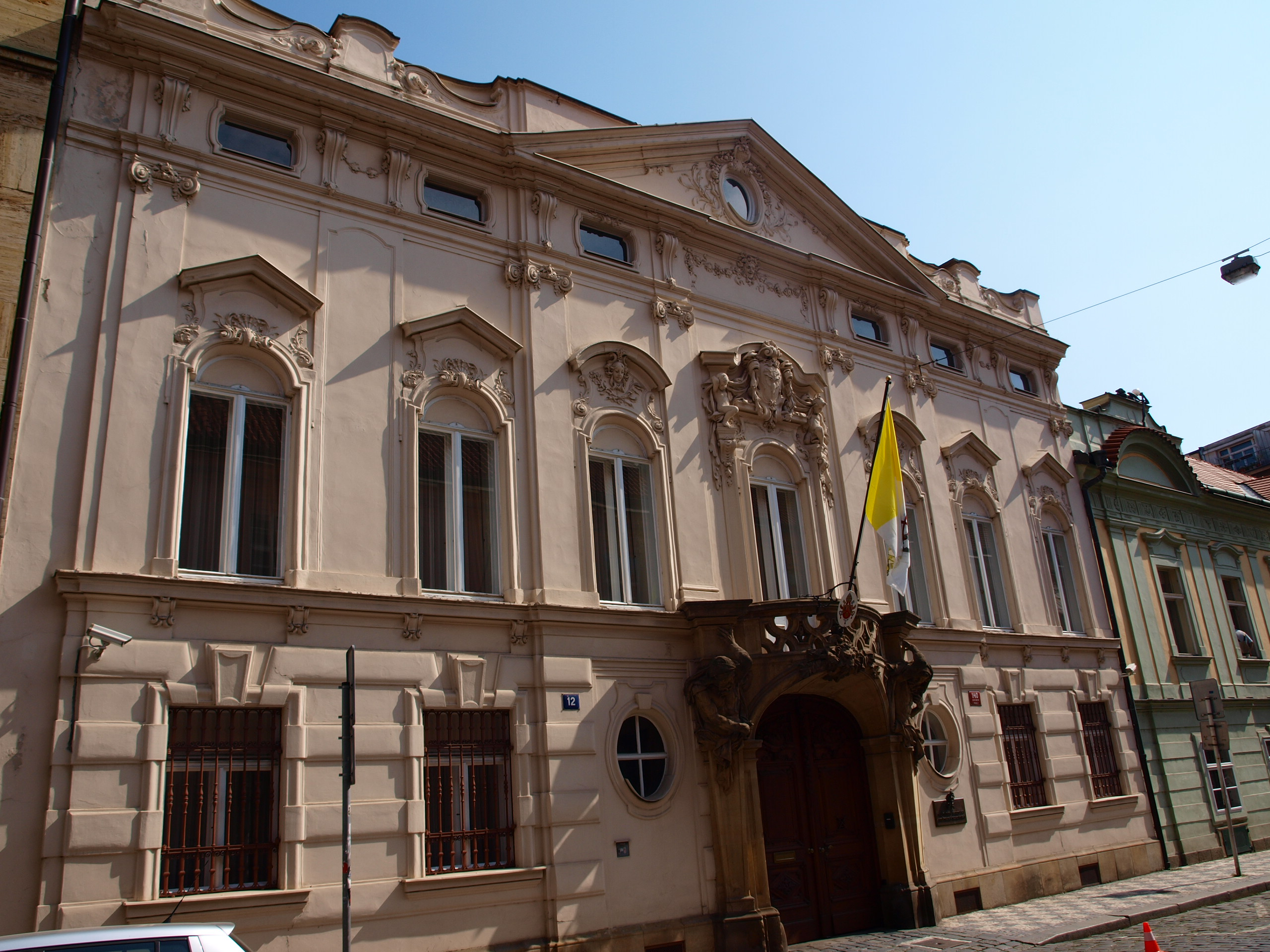
Nonciature apostolique à Prague.
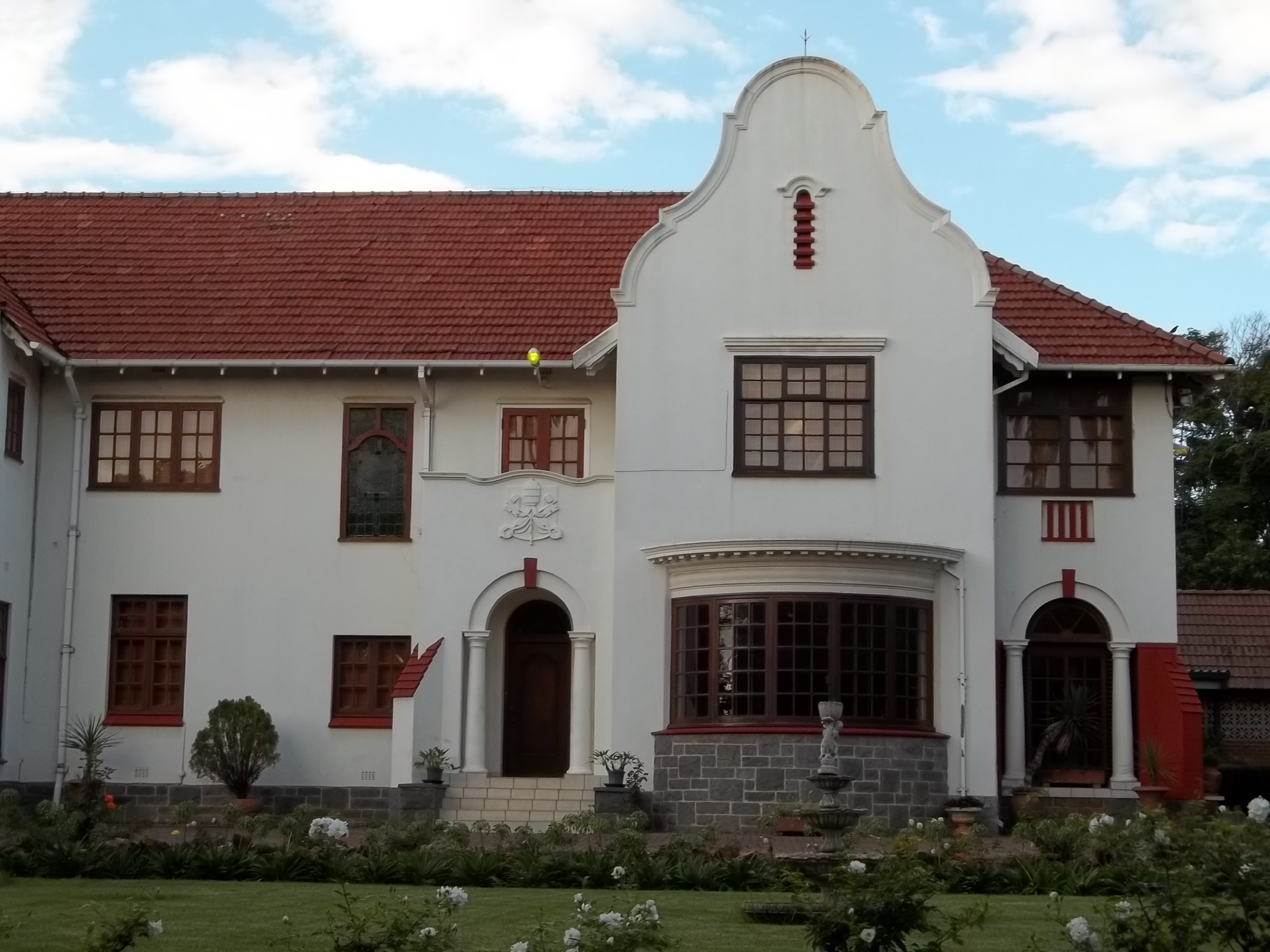
Nonciature apostolique à Pretoria.
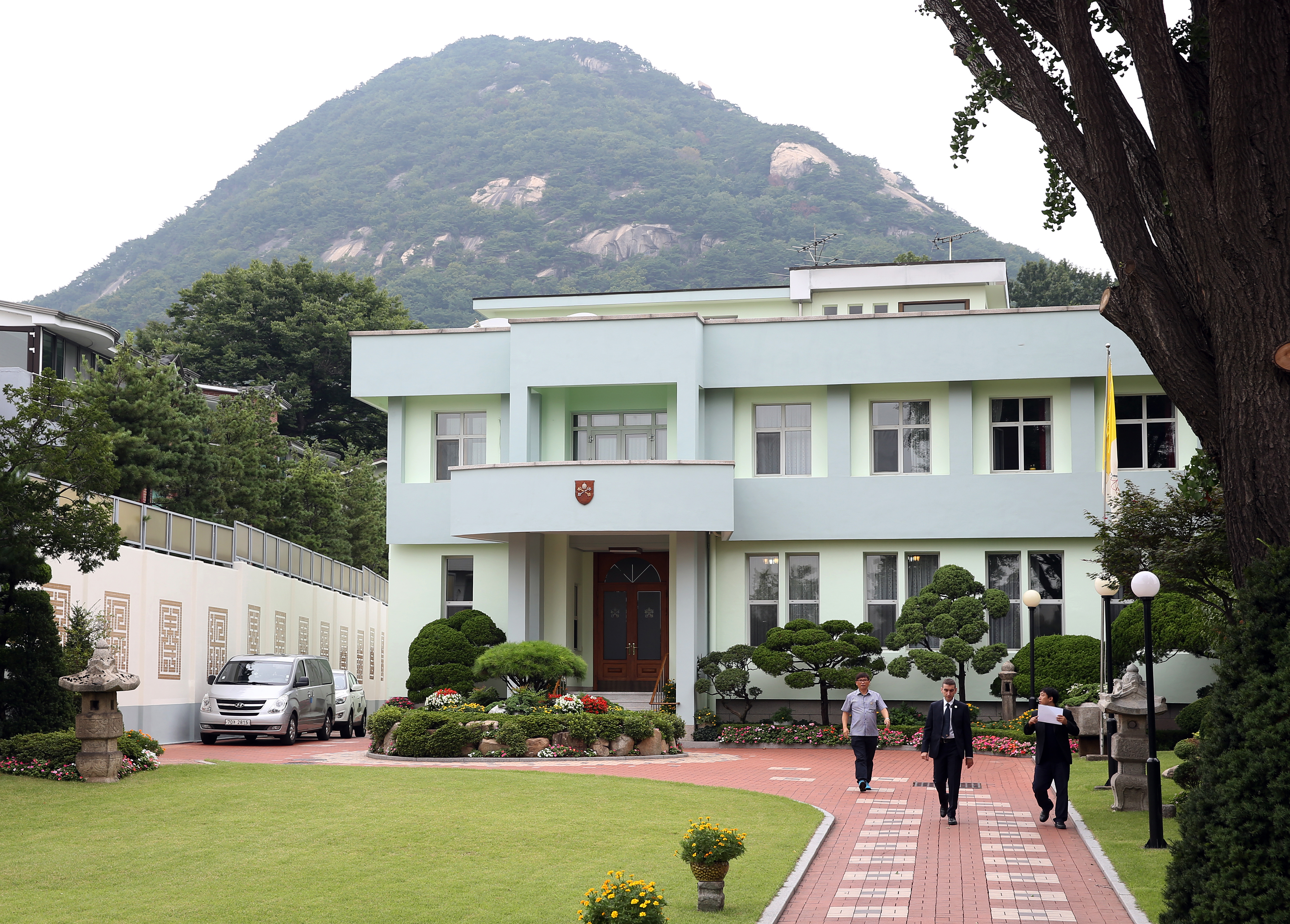
Nonciature apostolique à Séoul.
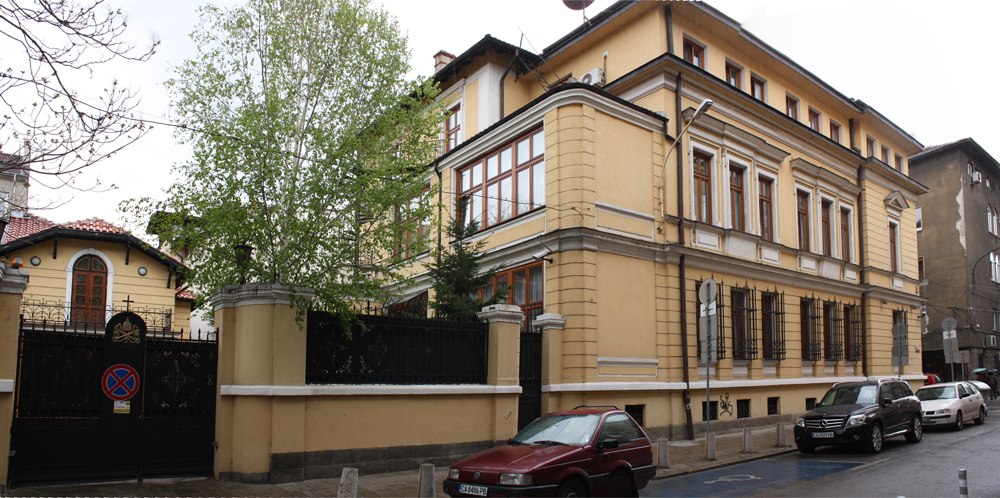
Nonciature apostolique à Sofia.
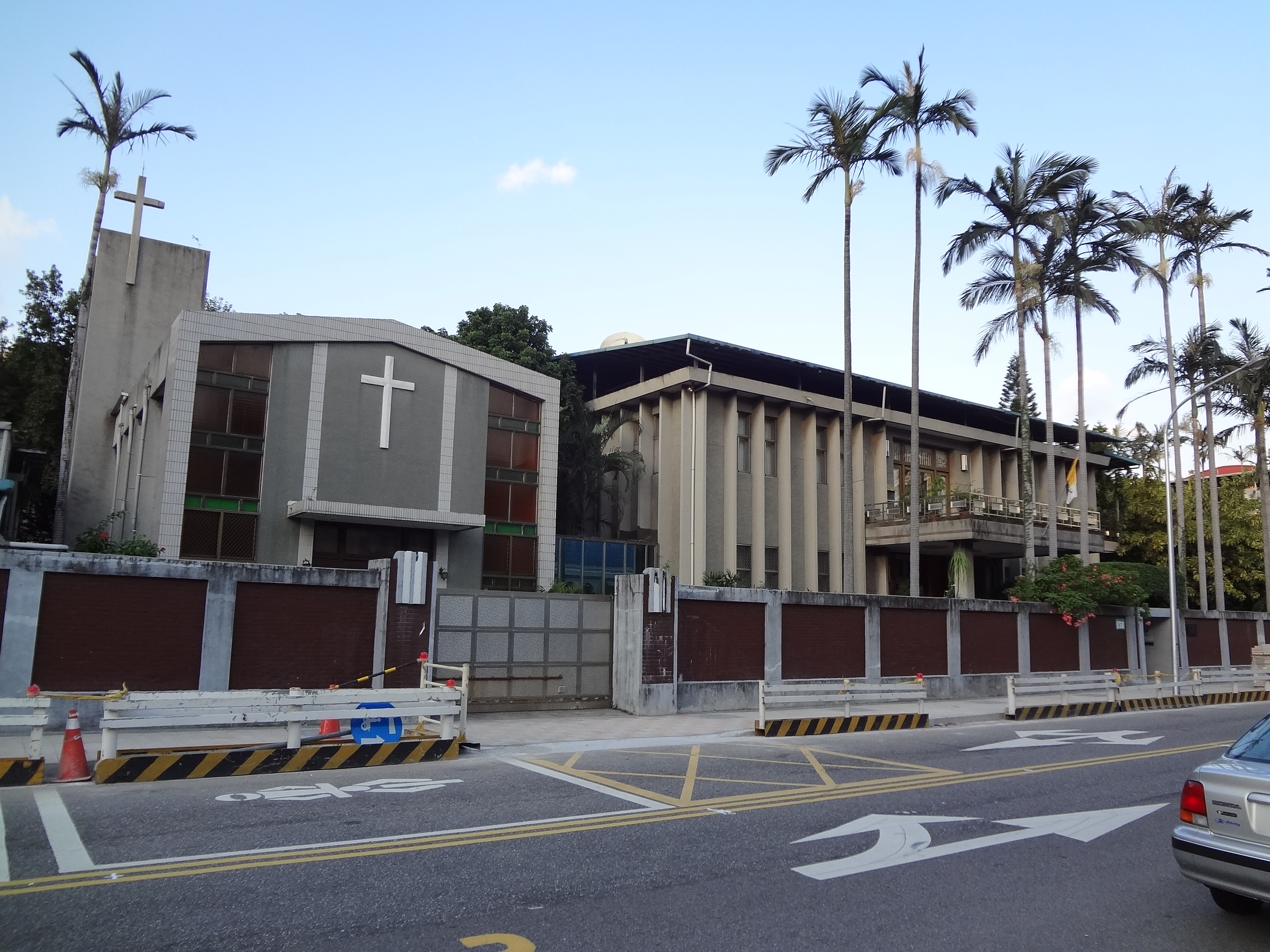
Nonciature apostolique à Taipei.
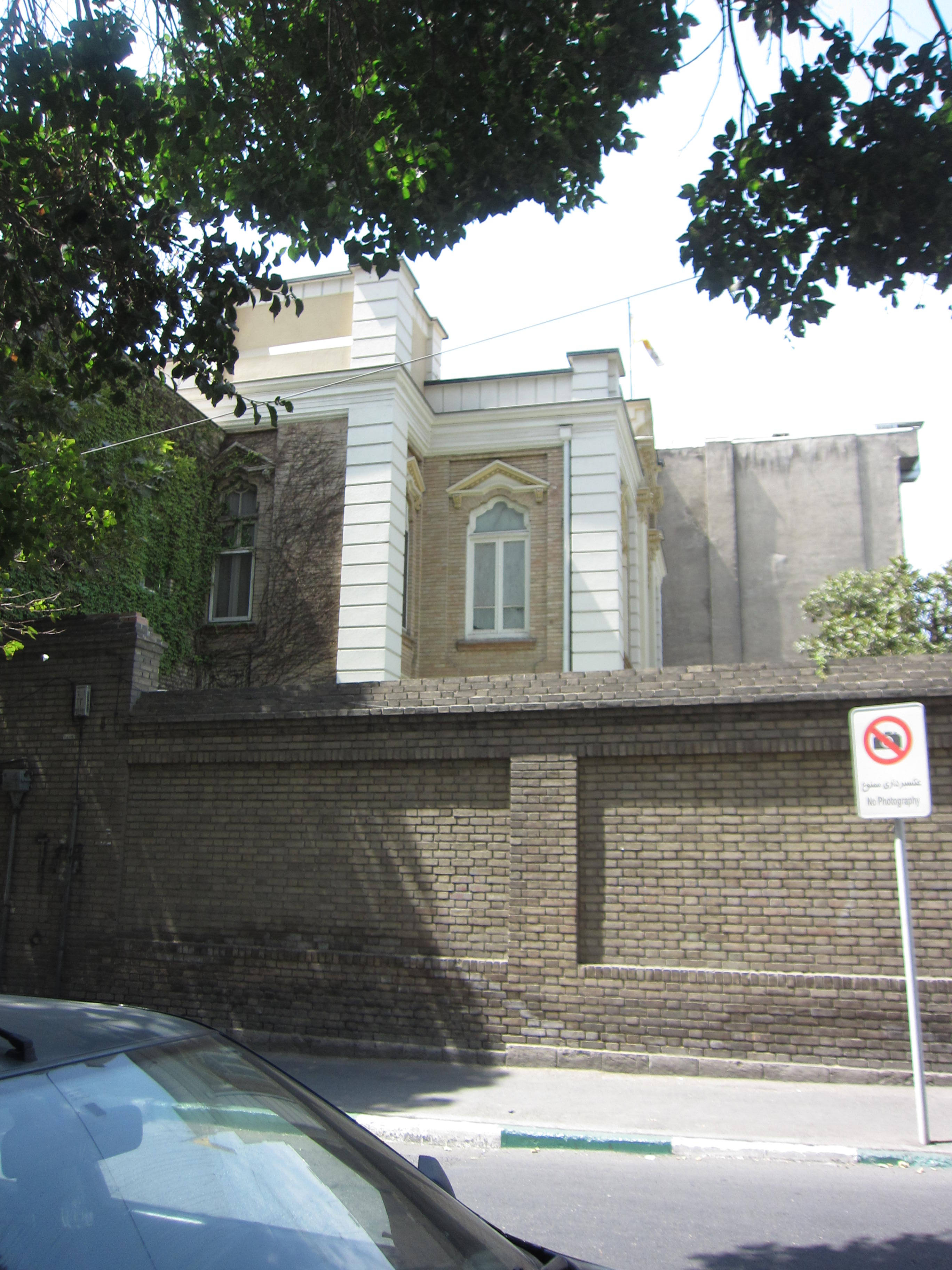
Nonciature apostolique à Téhéran.
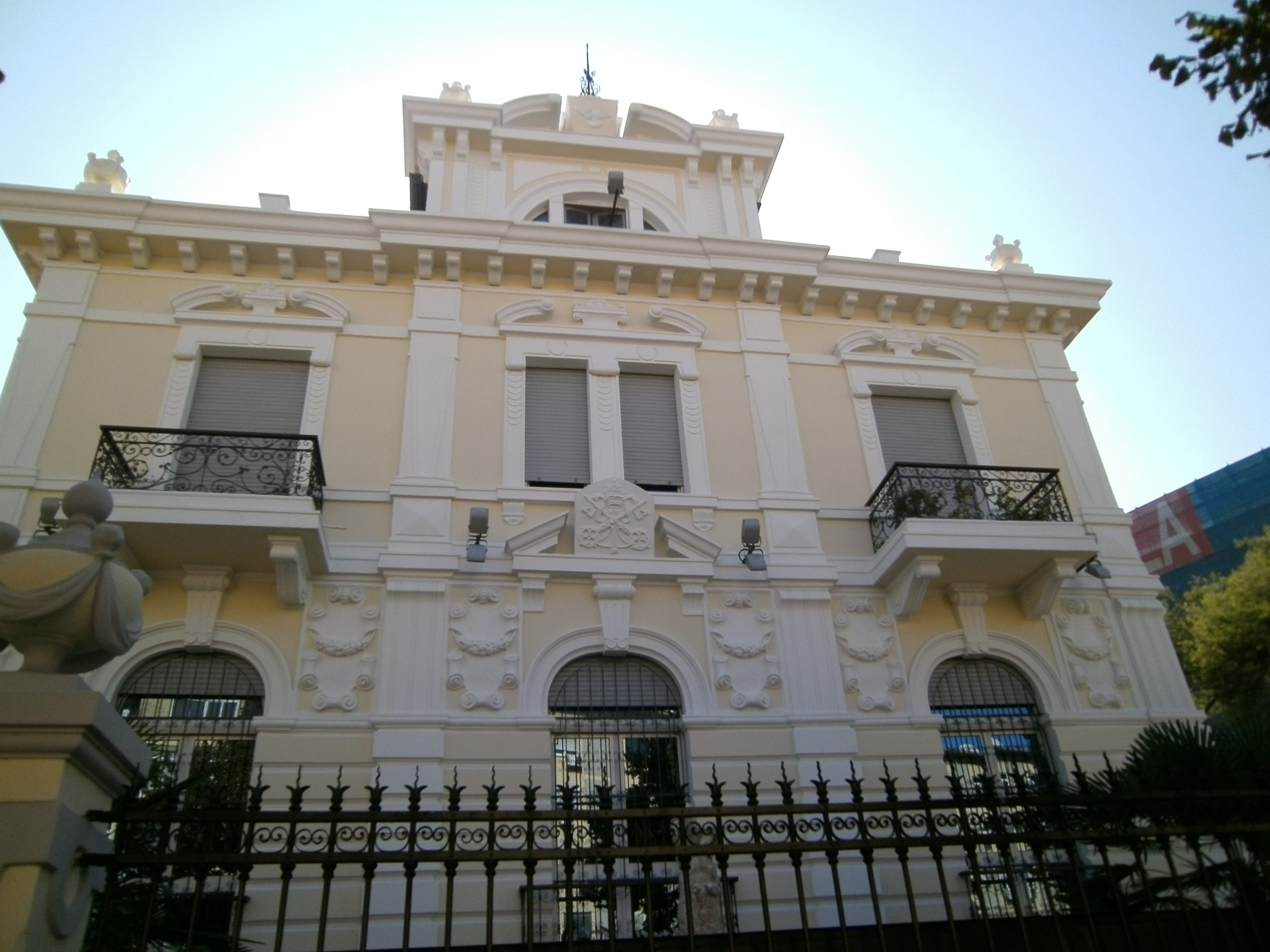
Nonciature apostolique à Tirana.
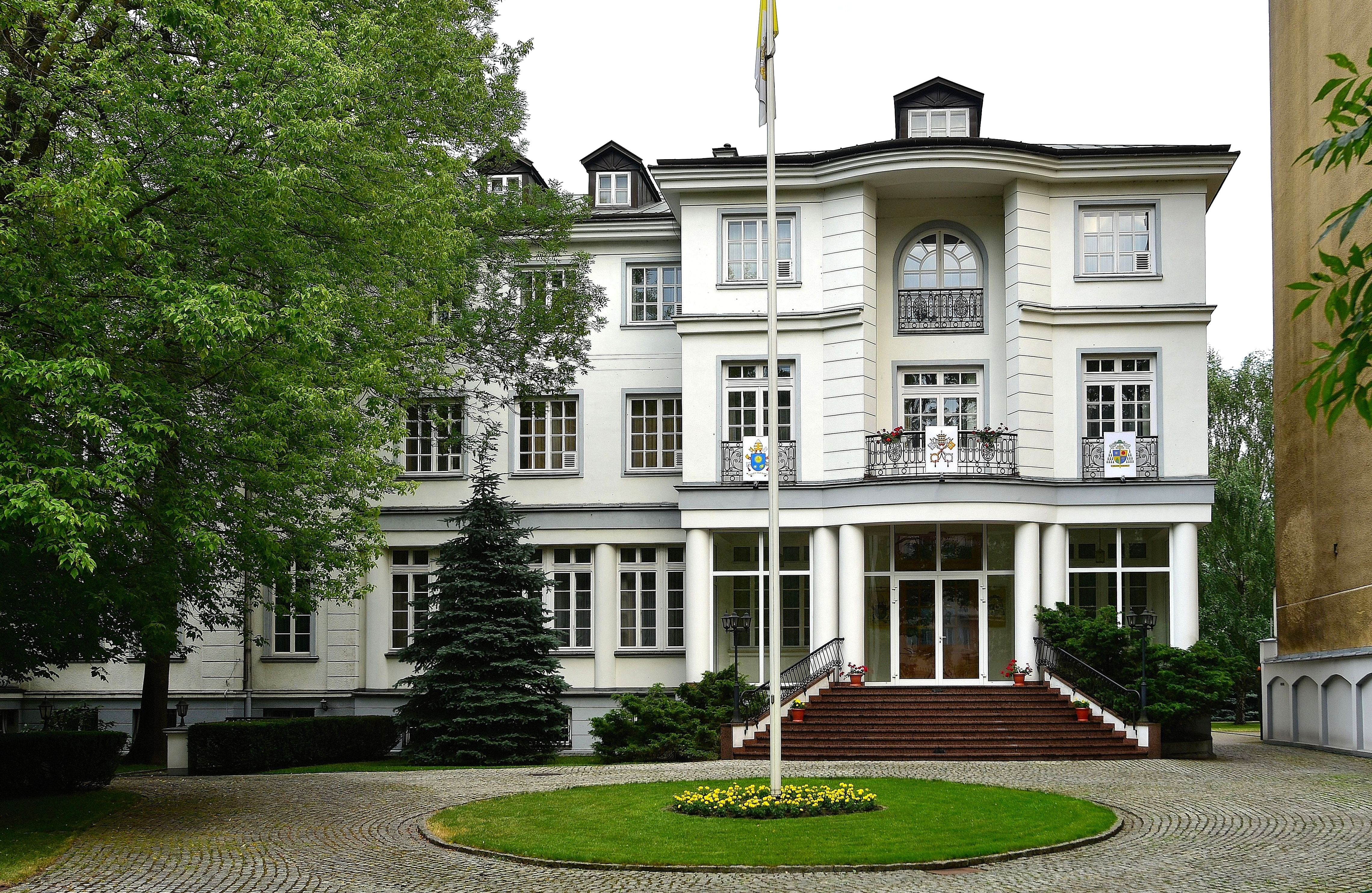
Nonciature apostolique à Varsovie.
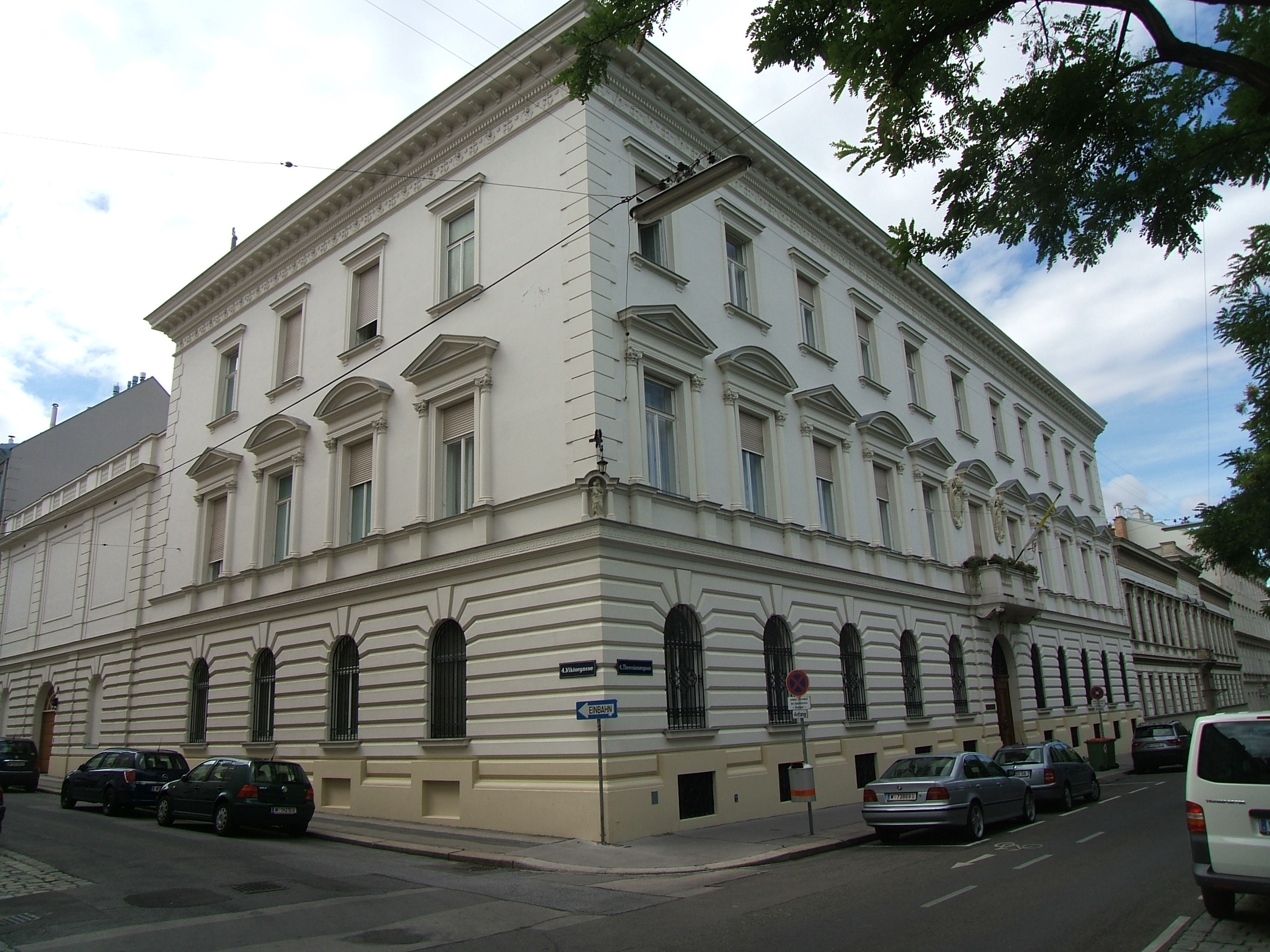
Nonciature apostolique à Vienne.
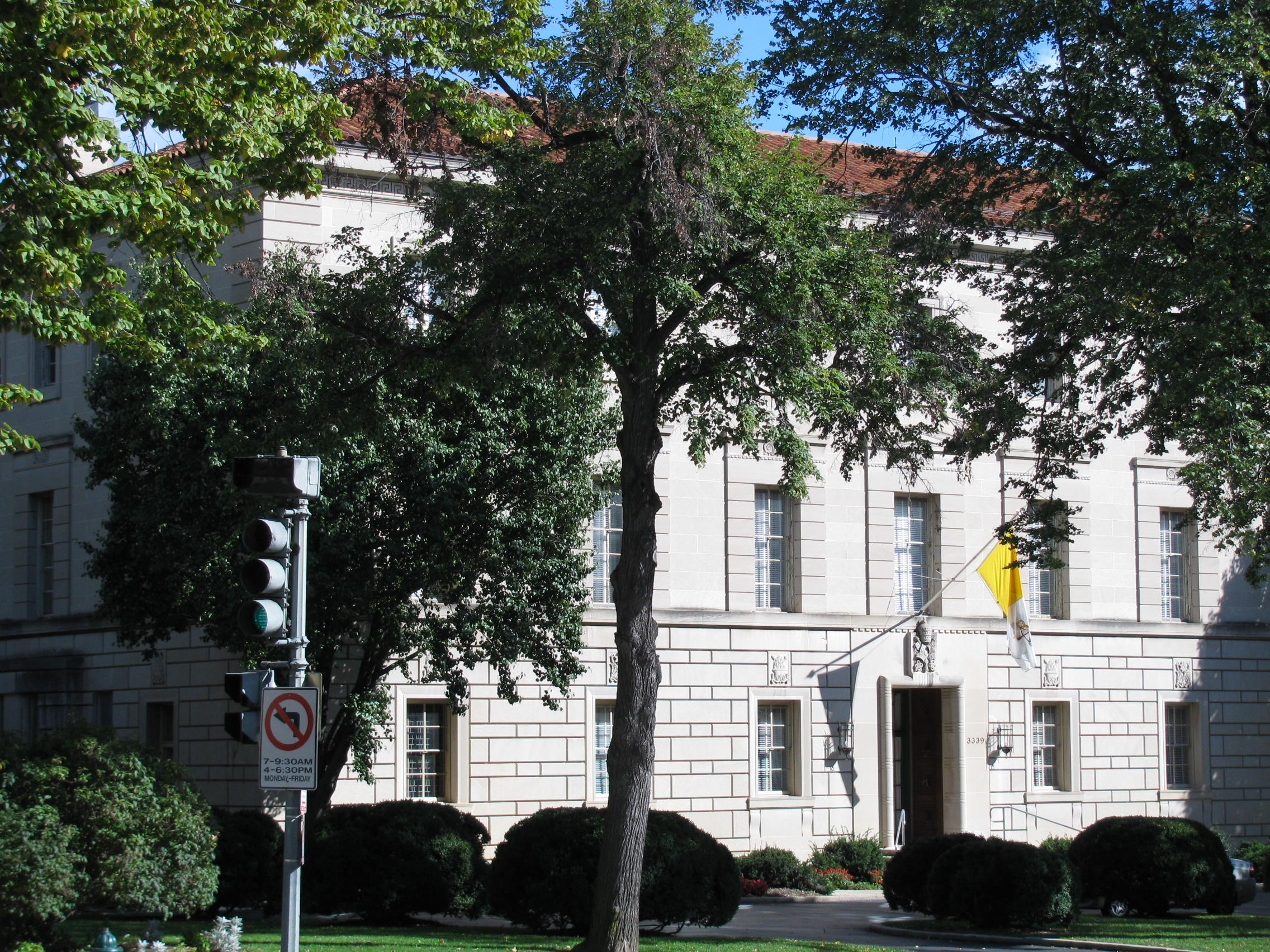
Nonciature apostolique à Washington.